# Sherlock Holmes (film, 2009)
Sherlock Holmes je akcijski detektivski film iz leta 2009, naslovljen po detektivskem liku Sherlocka Holmesa, ki ga je ustvaril pisatelj Arthur Conan Doyle. Film je režiral Guy Ritchie, producentsko vlogo so prevzeli Joel Silver, Lionel Wigram, Susan Downey in Dan Lin. Scenarij sta na podlagi zgodbe Lionela Wigrama in Michaela Roberta Johnsona ustvarila Anthony Peckham in Simon Kinberg. V glavnih vlogah sta nastopila Robert Downey, Jr. in Jude Law, ki sta upodobila Sherlocka Holmesa in Johna Watsona, v tem vrstnem redu.
Holmes raziskuje serijo umorov, ki jih na zunaj povezujejo okultni obredi. Skrivnostni negativec je Lord Blackwood. Zgodba doživi vrhunec, ko se Holmes in Blackwood soočita iz oči v oči na vrhu Tower Bridga, ki je bil tedaj še v fazi izgradnje.
Film so v ZDA začeli predvajati 25. decembra 2009, v Združenem kraljestvu, na Irskem in na Pacifiku je film na platna prišel dan pozneje, 26. decembra 2009.

## Vsebina
V Londonu leta 1891 Sherlock Holmes (igra ga Robert Downey, Jr.) in dr. John Watson (igra ga Jude Law) pohitita, da bi preprečila obredni umor mladega dekleta. To jima tudi uspe, obenem pa razkrinkata človeka s kapuco, ki je nameraval dekle ubiti – lorda Henryja Blackwooda (igra ga Mark Strong), ki je pred tem na podoben način ubil še pet ljudi. Na prizorišče nato prispejo inšpektor Lestrade (igra ga Eddie Marsan) in Scotland Yard ter Blackwooda aretirajo. Tri mesece kasneje Blackwooda obsodijo na smrt na vešalih. Blackwood pred smrtjo izrazi željo, da bi ga v zaporu obiskal Holmes. Holmes ob obisku opazi, da je etaža, v kateri se Blackwoodova celica nahaja, prazna, ker naj bi imel Blackwood tak strašen učinek na paznike in sojetnike. Blackwood Holmesa posvari, da bodo umrli še trije ljudje in da Holmes tega ne bo mogel preprečiti. Holmes odide, Blackwooda pa nato obesijo in dr. Watson ga razglasi za mrtvega.
Holmesa nato na njegovem domu (Baker Street 221B) presenetljivo obišče Irene Adler (igra jo Rachel McAdams), poklicna tatica in njegova bivša ljubimka. Adlerjeva Holmesa prosi, naj poišče izginulega moža po imenu Reordan. Po njenem odhodu ji Holmes diskretno sledi do kočije, v kateri se Adlerjeva odpelje stran skupaj s svojim skrivnim delodajalcem. Skrivni mož razkrije, da je Reordan ključ v Blackwoodovih načrtih.
Tri dni pozneje na pokopališču odkrijejo Blackwoodovo krsto, ki je uničena od znotraj. V krsti mrtvega najdejo prav Reordana. Oskrbnik pokopališča Holmesu, Watsonu in zbranim policistom zaupa, da je videl Blackwooda, kako se je sprehodil iz krste. Po seriji dokazov, ki jih odkrijeta na truplu, Holmes in Watson obiščeta in raziščeta Reordanov dom. Tam najdeta posebno sobo, laboratorij, v katerem je Reordan mešal znanost in magijo.
Kasneje Holmesa odpeljejo v tempelj Reda štirih, središče skrivne okultne združbe. Vodje Templja, sir Thomas (James Fox) in lord Coward (Hans Matheson) Holmesa prosijo, da ustavi Blackwooda, bivšega člana reda. Sir Thomas in starejši član reda kasneje umreta zaradi Blackwoodovih navidez magičnih moči, s čimer se Blackwood utrdi na mestu vodje reda. Na zborovanju tudi izrazi svoj namen – prevzeti oblast v Združenem kraljestvu in ponovno zavzeti ZDA, ki jih je oslabila državljanska vojna. Lord Coward, ki je bil ves čas Blackwoodov zaveznik, izda sodni nalog za Holmesovo aretacijo.
Ko Holmes izve, da ga oblasti iščejo, se skrije in preuči Blackwoodove rituale. Na zemljevidu ugotovi, da so prizorišča njegovih obredov v obliki križa, s čimer sklepa, da je njegova naslednja tarča Britanski parlament. Holmes v parlamentu obišče Cowarda in ga prelisiči, da mu ta pove, da je Blackwoodov načrt pobiti člane parlamenta, preživeli pa bi le tisti poslanci, ki so pred tem popili skrivnostni zvarek na zborovanju Reda štirih, torej samo člani reda. Holmes se nato ponovno pridruži Adlerjevi in Watsonu in skupaj se prikradejo v kanalizacijo pod parlamentom, kjer odkrijejo napravo, osnovano na Reordanovih eksperimentih. Naprava je skonstruirana tako, da v sobane parlamenta izpusti derivat cianida. Po obračunu z Blackwoodovimi možmi, s katerimi sta se Holmes in Watson srečala že na Reordanovem domu, z naprave odstranijo posodi s cianidom. Adlerjeva pograbi posodi in steče stran, Holmes jo zasleduje. Blackwood in Coward, ki sta medtem v parlamentu že napravila paniko, spoznata, da je njun načrt propadel. Cowarda primejo, medtem ko se Blackwood izmuzne in odide po posodi.
Holmes se na vrhu nedokončanega Tower Bridga sooči z Adlerjevo, a ju prekine prihod Blackwooda. Holmes ga ukani, tako da se Blackwood ujame v kopico vrvi in verig. Holmes Blackwoodu razkrije, kako nobena od njegovih čarovnij ni bila zares čarovnija. Eden od stebrov se nato zruši, zaradi česar Blackwood pade in se do smrti obesi v verige nad reko Temzo.
Adlerjeva Holmesu v zaključku filma izda, da je njen delodajalec profesor Moriarty. Holmesa tudi posvari, da je Moriarty enako inteligenten kot on, le bolj zvijačen. Kasneje policija sporoči Holmesu, da so ob Blackwoodovi napravi našli mrtvega policista in da je bistvena sestavina naprave izginila. Holmes odtod sklepa, da je Moriarty obračun Holmesa, Adlerjeve in Blackwooda izkoristil za diverzijo, da je lahko vzel del naprave. To Holmesa spodbudi, da sprejme nov primer.

## Igralska zasedba
- Robert Downey, Jr. – Sherlock Holmes. Downey je z ženo, producentko Susan Downey, obiskal pisarne Joela Silverja, ko je izvedel za ta projekt.[4] Ritchieju se je sprva zdelo, da je Downey prestar za vlogo, ker je želel v filmu prikazati mlajšega Holmesa, ki bi se še izpopolnjeval, podobno kot v filmu Batman Begins.[5] Ritchie se je nato odločil, da bo Downeyju dal priložnost in ta je za BBC izjavil: »Mislim, da se jaz in Guy dobro ujameva pri delu. Bolj kot gledam v knjige, bolj fantastično postaja. Holmes je tak čudak.«[6] Downey je tudi razkril, da je morala njegova žena reči: »Ko bereš opis tega tipa – čuden in nekako utrgan – lahko bi šlo za moj opis.«[7] Downey se je nameraval bolj osredotočiti na Holmesov patriotizem in njegovo boemstvo in je menil, da se je z delom za film Chaplin pripravil na vloge z angleškim naglasom.[8] Tudi Ritchie je dejal, da je Downeyjev naglas »brezhiben.« [9] Tako Downey kot Ritchie se navdušujeta nad borilnimi veščinami, oba je tudi navdihnila zgodba Prazna hiša iz leta 1901, ki omenja borilno veščino bartitsu.[10] Iz tega naslova je v filmu tudi več borilnih prizorov.[10] Zaradi klepeta s Chrisom Martinom, v katerem mu je Martin priporočil, da naj Holmes izgleda upadel in koščen, je Downey za vlogo tudi shujšal.[11][12]
- Jude Law – dr. John Watson, Holmesov zaveznik, kirurg in vojni veteran. Lawov Watson se dosti bolje sklada s podobo Watsona iz knjig Arthurja Conana Doyla, saj je Watson Holmesu kolega in ne domišljavi norček, kot ga je populariziral igralec Nigel Bruce v filmih v 1930. in 40. letih.[13] Law je prehodno že nastopil v televizijski seriji Prigode Sherlocka Holmesa v produkciji Granada Television, a le v epizodi, ki se nanaša na Doylovo zgodbo The Adventure of Shoscombe Old Place. Law je bil že sam velik Holmesov oboževalec in je spoznal, da je še vedno obstajal manevrski prostor, ki bi ga z novo priredbo lahko raziskali. Izbor Downeyja za glavno vlogo je v Lawu zbudil zanimanje in po uspešnem srečanju z Downeyjem so Lawa sprejeli v igralsko zasedbo. Law in Downey sta se strinjala, da bi morali v filmu zajeti Holmesovo in Watsonovo prijateljstvo. Downey je verjel, da lahko poudarjanje Watsonovih spretnosti bivšega vojaka, zdravnika, ženskarja in kockarja Holmesu ustvari zanimiviejše ozadje z vidika gledalca.[14] Law si je prav tako pripravil zvezek fraz iz originalnih zgodb, ki bi jih lahko uporabil za improvizacije v dialogih.[15] Ritchie je sicer v vlogi Watsona sprva predvidel Russella Crowa.[16]
- Mark Strong – lord Henry Blackwood, glavni antagonist. Blackwood je aristokratski serijski morilec, ki se je vmešal v okultne obrede, da bi novačil ljudi, ki bi nato izvrševali njegove ukaze. Strong je tako z Ritchiejem sodeloval še pri njunem tretjem skupnem projektu. Dejal je, da ceni režiserjevo pomanjkanje ega in to, da je z njim lahko delati.[17][18]
- Rachel McAdams – Irene Adler, femme fatale iz New Jerseyja, ki je Holmesa dvakrat prelisičila.[13] V filmu Adlerjeva ni več poročena z Godfreyem Nortonom in prosi Holmesa za pomoč pri primeru.[14] Downey je prepričal Ritchieja, da vpokliče McAdamsovo, z argumentom, da ne bo izgledala premlada, da bi v Holmesu vzbudila ljubezensko zanimanje.[19]
- Kelly Reilly - Mary Morstan. Watson se želi ustaliti z njo, zaradi česar pride v navzkrižje s Holmesom.[7]
- Eddie Marsan - inšpektor Lestrade.[20]
- Hans Matheson - lord Coward. Coward je Blackwoodova desna roka in mu pomaga pri vseh umorih. Prav tako je edini od Blackwoodovih privržencev, ki se zaveda Blackwoodove uporabe tehnologije pri navidez magičnih prijemih.
- Geraldine James - gospa Hudson, Holmesova gospodinja.
- James Fox - sir Thomas Rotherham, Blackwoodov oče in do smrti vodja Reda štirih.
- Robert Maillet - Dredger. Dredger je francoski Kanadčan in velikan, zvest Blackwoodu. V filmu se večkrat spopade s Holmesom.[21]

Guy Ritchie ni želel povedati, kdo je posodil glas profesorju Moriartyju. Govorice namigujejo, da naj bi šlo za Brada Pitta, ki naj bi izrazil močno zanimanje za vlogo Moriartyja v nadaljevanju filma. Kot »anonimni mož« je v igralski zasedbi zabeležen igralec Ed Tolputt, čeprav ni povsem jasno, če se to nanaša na Moriartyja.

## Razvoj
»Veliko akcije, ki jo v svojih delih omenja Conan Doyle, smo zbezali na površje in jo posneli na film. Zelo pogosto Sherlock Holmes izreče stvari kot: 'Če ne bi imel tako izredno suhe postave, bi v tem umrl.' Pogosto tudi Holmes govori o borbah, ki pa jih doslej nismo videli na ekranu. Mi smo te borbe postavili na ekran.«

Producent in scenarist Lionel Wigram
Producent Lionel Wigram je izjavil, da je o novem načinu prikaza Sherlocka Holmesa razmišljal že okrog deset let. »[Ko sem bral zgode,] ... sem ugotovil, da so podobe, ki se mi prikazujejo v glavi, drugačne od podob, ki sem jih doslej videval v filmskih in televizijskih upodobitvah Holmesa.« Wigram si je zamislil »dosti bolj modernega, bolj boemskega Holmesa, ki se oblači bolj kot kak umetnik ali pesnik,« kot je bil Henri de Toulouse-Lautrec. Potem ko je leta 2006 pustil službo funkcionarja pri Warner Bros., je Wigram iskal način, kako zgodbo prikazati tako, da bi bila všečna večjim množicam in bi vsebovala različne elemente iz več Holmesovih zgodb. Lik Lorda Blackwooda se je razvil iz viktorijanskega zanimanja za spiritualizem in za kasnejši vpliv Aleisterja Crowleyja. Producent je začutil, da je bil celo »skoraj premeten«, ko je zaničeval Holmesa, ki ima skoraj nadnaravno sposobnost reševanja zločinov in se ironično zoperstavi navidez nadnaravnemu negativcu. Wigram je napisal, John Watkiss pa narisal strip, dolg 25 strani, ki je služil kot nekakšna pomoč za vse ustvarjalce. Na prisotnost profesorja Moriartyja so ustvarjalci namignili s scenarijem, da bi si ustvarili manevrski prostor za nadaljevanje.
Marca 2007 se je družba Warner Bros. odločila ustvariti film, predvsem zaradi konceptnih vzporednic s komercialno uspešnim filmom Batman Begins. Pravni zastopniki Arthurja Conana Doyla so se tudi vpletli v reševanje pravnih ovir, čeprav so zgodbe v ZDA v javni lasti. Za režiserja so izbrali Neila Marshalla, a ga je nato junija 2008 zamenjal Guy Ritchie. Ko je kot otrok živel v internatu, je Ritchie z ostalimi sošolci v spalnici  po zvočnikih pogosto poslušal zgodbe o Holmesu. »S Holmesom sem hodil spat, ko sem imel sedem let,« je dejal. To je tudi eden od razlogov, zakaj se njegova podoba Holmesa razlikuje od ostalih filmov. Svoj film je namreč želel napraviti za bolj »pristnega« Doylovi literarni predlogi. Ritchie je pojasnil: »V zgodbah je kar precej intenzivnih akcijskih prizorov in ponekod se to ni odražalo v filmih.« Holmesova »briljantnost bo prodrla v akcijske prizore in film bo pokazal, da je bil njegov um tako urok, kot blagoslov.« Ritchie je želel ustvariti »zelo sodoben film v smislu zvoka in slike,« ker je minilo že »relativno dolgo časa, odkar je nastala filmska priredba, ki bi jo ljudje sprejeli.«

## Produkcija
Snemanje se je začelo oktobra 2008. Snemali so na naslednjih lokacijah:
| Lokacija          | Kraji                                 | Prizor                                                 | Vir           |
| ----------------- | ------------------------------------- | ------------------------------------------------------ | ------------- |
| London            | Freemasons' Hall, katedrala sv. Pavla |                                                        | [ 26 ] [ 32 ] |
| London            | cerkev St Bartholomew-the-Great       | uvodni prizor                                          | [ 25 ]        |
| London            | Wapping, ob Temzi                     | prizor s parnikom                                      | [ 33 ]        |
| London            | Brompton Cemetery                     | prizor na pokopališču                                  |               |
| London            | Reform Club namesto Café Royala       | notranjost stavbe iz 19. stoletja                      |               |
| London            | St John's Street                      |                                                        | [ 34 ]        |
| Manchester        | Northern Quarter, Town Hall           | bojni prizor (z razbijanjem barvnih oken)              | [ 35 ]        |
| Liverpool         | Stanley Dock, Clarence Dock           |                                                        | [ 36 ]        |
| Chatham           | tlakovane uličice v Chathamu          | prizor, ko Holmes sledi Adlerjevi                      |               |
| Chatham           | Chatham Dockyard                      | bojni prizor (med Holmesom in Dredgerjem)              | [ 21 ]        |
| Leavesden Studios | filmski studio                        | prizori iz Holmesovega stanovanja na Baker Street 221B | [ 37 ]        |
| Brooklyn          |                                       |                                                        | [ 38 ]        |

Med snemanjem bojnega prizora med Holmesom in Dredgerjem je Robert Maillet (ki je igral Dredgerja) ponesreči udaril Downeya v obraz, zaradi česar je Downeyu pritekla kri in je nato padel na tla, vendar ni izgubil zavesti, kot so poročali nekateri viri. Časopis The Sun je zapisal, da je med snemanjem 28. novembra izbruhnil požar, zaradi česar so morali snemanje za dve uri prekiniti. Ko so decembra snemali na St John's Streetu, so morali urnik skrajšati s 13 na 9 dni, ker so se domačini pritožili, da morajo v času snemanja svoje avtomobile vedno puščati drugje kot po navadi.
Ritchie je želel, da Holmesova oprava podre tipično podobo Doylovega lika. Downey je za svoj lik izbral klobuk, zmahano fedoro. Režiser se je držal tradicije, da Holmesovo in Watsonovo stanovanje izgleda kot kaotičen nered. Za ta namen so stanovanje napolnili z artefakti in znanstvenimi predmeti iz kontinentov, ki naj bi jih Holmes in Watson že obiskala.

## Filmska glasba
Režiser Guy Ritchie je med urejanjem filma za začasno glasbeno podlago uporabil filmsko glasbo iz filma Temni vitez, ki jo je ustvaril skladatelj Hans Zimmer. Zimmerja je prosil, naj ustvari glasbeno podlago za film, obenem pa naj uglasbi nekaj povsem drugega. Zimmer je svojo nalogo za Ritchieja opisal kot zvok skupine The Pogues, ki se pridružijo romunskemu orkestru. Za svojo glasbeno spremljavo je Zimmer uporabil banjo, cimbale, škripajoče violine in »polomljen gostilniški klavir.« Sprva je dal Zimmer razglasiti svoj lastni klavir, a je nato ugotovil, da se ne sklada z ostalo glasbeno spremljavo. Nato je prosil svojega pomočnika, naj mu priskrbi polomljen klavir. Prvi klavir, ki sta ga našla, je bilo darilo lastnikov, ki so zanj očitno lepo skrbeli. Drugi klavir, ki sta ga našla, sta tudi zares uporabila v produkciji. Zimmer je dejal: »Neko nedeljo sva najela podzemni avtomobilski park filmskega koncerna 20th Century Fox in na klavirju počela zahrbtne stvari.«
Seznam skladb
Vse pesmi je uglasbil  Hans Zimmer.
| Št.             | Naslov                                | Dolžina |
| --------------- | ------------------------------------- | ------- |
| 1.              | „Discombobulate‟                      | 2:25    |
| 2.              | „Is It Poison, Nanny?‟                | 2:53    |
| 3.              | „I Never Woke Up In Handcuffs Before‟ | 1:44    |
| 4.              | „My Mind Rebels At Stagnation‟        | 4:31    |
| 5.              | „Data, Data, Data‟                    | 2:15    |
| 6.              | „He's Killed The Dog Again‟           | 3:15    |
| 7.              | „Marital Sabotage‟                    | 3:44    |
| 8.              | „Not In Blood, But In Bond‟           | 2:13    |
| 9.              | „Ah, Putrefaction‟                    | 1:50    |
| 10.             | „Panic, Sheer Bloody Panic‟           | 2:38    |
| 11.             | „Psychological Recovery... 6 Months‟  | 18:18   |
| 12.             | „Catatonic‟                           | 6:44    |
| Skupna dolžina: | Skupna dolžina:                       | 50:50   |

## Kritičen sprejem
Film je premiero doživel 14. decembra 2009 v Londonu. Zatem so 25. decembra 2009 film premierno predvajali še v drugih delih sveta (26. decembra v Združenem kraljestvu in na Irskem). Datum izida so na december sicer premaknili s predhodnega novemberskega datuma. 10. decembra 2009 so v propagandne namene na izbranih lokacijah v Belgiji organizirali dobrodelne predpremiere.
Film je v prvem vikendu dosegel 62,4 milijona dolarjev, s čimer se je uvrstil na 2. mesto ameriške lestvice, za Avatarjem, ki je prinesel 75,6 milijona dolarjev. Film je zabeležil tudi visok povprečni izkupiček po kinu, saj je 3.626 kinodvoran v povprečju prineslo 18.031 dolarjev. Enodnevne prodaje domačih izdaj filma so podrle vse rekorde. Do 25. decembra 2009 je Sherlock Holmes po celem svetu prinesel 65.380.000 dolarjev, kar je doslej finančno najuspešnejši film Guya Ritchieja in osmi najdonosnejši film leta 2009.

### Odziv
Film je prejel večinoma pozitivne ocene s strani filmskih kritikov. Na spletni strani Rotten Tomatoes so zapisali, da je 68 % od 192 kritikov filmu dalo pozitivno oceno, pri čemer je bila povprečna ocena filma 6,1 od 10. Med najbolj priznani kritiki Rotten Tomatoesa, med katerimi so znani kritiki z najuglednejših časopisov, spletnih strani, televizijskih in radijskih programov, je film zabeležil potrditveno oceno v 53 %, na podlagi vzorca 34 kritikov. Splošen konsenz na strani je bil, da »režiserski slog Guya Ritchieja mogoče ni najprimernejši za priredbo legendarnega detektiva, a Sherlock Holmes vseeno pridobiva na dopadljivosti odličnega Roberta Downeya, Jr.« Metacritic, ki zbira uravnotežene ocene filmskih kritikov po ocenjevalni lestvici od 1 do 100, je na podlagi 34 ocen filmu pripisal oceno 57.
Roger Ebert iz časnika Chicago Sun-Times je dal filmu tri od štirih možnih zvezdic. Ebert je pohvalil predvsem močne like, slikovne efekte in zgodbo, polno akcije in napetosti. Like je pohvalil tudi Jake Tomlinson iz revije Shave Magazine, ki je dejal, da sta Downey Jr. in Law »odličen tim« in da je Strong »prepričljiv in srhljiv negativec.«
Sodelavec časopisa New York Times A. O. Scott je bil bolj zadržan. Zapisal je, da je režiserjev pristop k filmom ta, da »ustvarja kulske filme o kulskih ljudeh s kulskimi stvarmi,« in da je Sherlock Holmes v svojem bistvu »niz poz in kaskaderskih učinkov,« ki v najboljšem primeru »le občasno preusmerjajo pozornost.«
David Stratton je bil do filma zelo kritičen – opisal ga je kot »travestijo Conana Doyla in graje vreden odklon od enega največjih likov leposlovja.« Dejal je, da zgodba »sploh ne spada na teritorij Sherlocka Holmesa« in, čeprav se je strinjal glede razvedrilne vrednosti filma, zaključil, da je film »privlekel grobost nad enega od največjih literarnih stvaritev v zgodovini.«
Nagrade
17. januarja 2010 je zveza Hollywood Foreign Press Association oznanila dobitnike zlatih globusov. Robert Downey, Jr. je za svojo upodobitev Sherlocka Holmesa prejel zlati globus za najboljšo moško glavno vlogo v muzikalu ali komediji. Poleg tega je bil Hans Zimmer nominiran za nagrado zveze Broadcast Film Critics Association za najboljšo filmsko glasbo, a mu je nagrado speljal Michael Giacchino s svojim glasbenim prispevkom iz filma V višave. Film je prejel dve nominaciji za oskarja, in sicer za najboljšo izvirno glasbeno podlago ter za najboljšo umetniško režijo, vendar na 82. podelitvi oskarjev ni prejel nobenega kipca.

## Nadaljevanje
Po dokončanju filma se je Guy Ritchie s produkcijsko ekipo posvetoval glede nadaljevanja filma. Robert Downey, Jr., Jude Law in ostali člani igralske zasedbe so tudi podpisali pogodbo za primer nadaljevanja filma. Ritchie je zgodbo že začel pisati in predprodukcija naj bi se po vseh načrtih začela 21. marca 2010.

## Domače video izdaje
V ZDA je Sherlock Holmes v DVD in Blu-ray izvedbi izšel 30. marca 2010.

## Aluzije na ostala dela
Čeprav si je film vzel precej svoboščin v primerjavi z izvornimi Holmesovimi zgodbami, vseeno vsebuje številne reference in aluzije na zgodnejša dela. V filmu najdemo številne citate iz romanov in zgodb Conana Doyla, npr. »Igra se je začela« (zgodba The Abbey Grange, kot tudi originalni vir citata, Shakespearjeva igra Henrik V.), »Ker sem ravno to iskal« (zgodba Srebrni blisk), »Velik talent za tišino imaš, Watson. To te dela neprecenljivega tovariša« (zgodba The Man With the Twisted Lip), »Zločin je pogost, logika redka« (zgodba The Copper Beeches), »Moj um se upira stagnaciji. Daj mi problemov. Daj mi dela« (roman Znamenje štirih), »Za moje pojme gre za ogromno razliko, če imam s sabo nekoga, na katerega se lahko docela zanesem« (zgodba Skrivnost doline Boscombe) in »Podatki, podatki, podatki – ne morem ustvarjati opek brez gline« (zgodba The Copper Beeches).
Prizor, v katerem Holmes in Watson izpeljeta vrsto ugotovitev na podlagi mrtvečeve zapestne ure, je na las podoben prizoru iz Znamenja štirih. Tam Holmes na podlagi skoraj identičnih indicev (praske okoli urine časovnice in odtisi zastavljalca znotraj krste) pride do podatkov, ki zadevajo Watsonovega pokojnega brata (in njegovo zapestno uro). Holmes v zgodbi Plešoči možici zaklene Watsonovo čekovno knjižico v svojo pisalno mizo, kar je komentator William S. Baring-Gould označil za avtorjev namig, da je imel Watson težave s kockanjem. To interpretacijo so podprli tudi v filmu.
Od ostalih referenc na zgodnejše zgodbe je Holmes ohranil portret Irene Adler, ki Holmesa najame za njegove usluge (kot v zgodbi A Scandal in Bohemia). Predmet z dizajnom »V.R.«, ki visi na steni in Holmes vanj strelja, je omenjen že v zgodbi Obred družine Musgrave. V zgodbi Watson omenja, da je Holmes pištolo uporabil za okrasitev zidu »s patriotskim V.R. [pomeni Victoria Regina, kraljica Viktorija], ki mu je pridal strelske luknje.« Buldoga, ki se v filmu pojavlja ves čas, je Conan Doyle prvič omenil v romanu Študija v škrlatnem, v katerem je Watson zapisal: »Doma imam bikovega mladička.« Ime psa, Gladstone, je vzeto iz epizode radijske serije Nove prigode Sherlocka Holmesa, v katerem sta glavni vlogi igrala/govorila Basil Rathbone in Nigel Bruce. Čeprav pes v izvornih zgodbah ni več omenjen, pa njegova obravnava v filmu na dan prinese špekulacije komentatorjev (kot je povzel Baring-Gould), da je »bil bikec žrtev Holmesovih kemijskih eksperimentov ... [ali] da je pes, ki ni mogel prenašati režima na Baker Streetu, odšel.«
Kar nekaj podrobnosti v filmu je vzetih iz zgodbe The Adventure of the Mazarin Stone. Prva je že ime glavnega negativca, lorda Blackwooda, ki je v zgodbi poimenovan kot grof Negretto Sylvius ('Negretto' po italijansko pomeni 'črn', kar je po angleško 'black'; 'Sylvius' po latinsko pomeni 'gozd', kar je v angleščini 'wood'). Kot je učenjak W. W. Roberts zapisal, gre »verjetno za privatno šalo na račun revije Blackwood's Magazine, ki jo je Conan Doyle v 1880. letih dolgo časa neučinkovito hvalil.« Druga taka podrobnost je kronski diamant, ki ga v filmu okoli vratu nosi Irene Adler. Zgodba The Adventure of the Mazarin Stone je bila tudi prva, ki je omenila, da ima Holmesovo stanovanje Baker Street 221B več izhodov in čakalnico. Dodatnega izhoda, ki gre skozi spalnico, se je Holmes poslužil, ko je na začetku filma sledil Irene.
Prizor, v katerem je prvič prikazana ulica Baker Street, je neposredna vzporednica z uvodnim prizorom televizijske nanizanke Prigode Sherlocka Holmesa.
Ob koncu filma Adlerjeva pove Holmesu: »Nevihta prihaja,« kar je napoved načrtovanega nadaljevanja. Stavek je precej podoben Holmesovemu citatu iz zgodbe Slovo Sherlocka Holmesa: »Vzhodni veter prihaja, Watson.« To je v zgodbi rekel Holmes in s tem napovedal nevihto v obliki prve svetovne vojne, skoraj dobesedno so stavek citirali v tretjem filmu filmske serije Basila Rathbona, naslovljenem Sherlock Holmes and the Voice of Terror.